# Моральні листи до Луцілія
«Мора́льні листи́ до Луцилія» (лат. Epistulae morales ad Lucilium) — збірка із 124 листів, написаних Сенекою Молодшим наприкінці його життя, після відходу з політики. Вони адресовані Луцилію Молодшому, прокуратору Сицилії (він відомий тільки через листування із Сенекою). Автором українського перекладу збірки є Андрій Содомора О.A. Коненко. Українською мовою книга видана у львівському видавництві «Апріорі».

## Зміст
Всього збірка налічує 124 листи різного розміру, кожен з яких починається фразою «Сенека вітає свого Луцілія!» (лат. Seneca Lucilio suo salutem), а закінчується прощанням «Бувай здоров!» (лат. Vale). У цих листах Сенека дає Луцилію різні поради, багато пише про бідність, свободу волі, дружбу і смерть. Філософ повчає співрозмовника, як стати більш відданим стоїком. Хоча листи складаються із еклектичних форм стоїцизму Сенеки, вони є цінною інформацією про життя у Стародавньому Римі.
«Листи» за змістом доповнюють і підсумовують попередню творчість Сенеки. Цей твір об'єднує, розвиває та показує на історичних та сучасних, для автора, прикладах, усі попередньо викладені ним ідеї. Тому його можна вважати спробою впорядкувати свої думки та ідеї в межах одного твору, зробити підсумок самого життя. Адже «Листи» містять не тільки синтез думок автора та аналіз філософських течій, що існували на той час, але й подекуди змальовують життя Сенеки в розрізі давноримського суспільства епохи дохристиянської імперії.

## У культурі
«Моральні листи до Луцилія» є одним з найпопулярніших творів Сенеки. У листах він вживає багато висловів, які згодом стали крилатими. Наприклад, популярний девіз декількох навчальних закладів «Життя без навчання — це смерть» є адаптацією фрази «Otium sine litteris mors».

## Українські видання
- Сенека. Моральні листи до Луцілія / переклав з латини Андрій Содомора. — Львів : Апріорі, 2017. — 552 с. — (Бібліотека античної літератури). — ISBN 978-617-629-373-6.